# Federazione Sammarinese Atletica Leggera
Sanmaryńska Federacja Lekkiej Atletyki (wł. Federazione Sammarinese Atletica Leggera, FSAL) – sanmaryńska narodowa federacja lekkoatletyczna należąca do European Athletics. Siedziba znajduje się w Serravalle.
Federacja posiada trzy filie: Olimpus San Marino Atletica, Track&Field San Marino oraz Gruppo Podistico Amatoriale San Marino.
Federacja powstała w 1959, a od 1976 jest członkiem IAAF.